# Ahazià de Judà
Segons la Bíblia, Ahazià (en hebreu אחזיהו בן-יהורם Ahazyahu ben Yehoram) o Ocozies (seguint la tradició onomàstica de la Vulgata) va ser el sisè rei de Judà. Va regnar durant un any, al 841 a.n.e. segons la cronologia tradicional, o al 906 a.n.e. segons la cronologia bíblica. No s'ha de confondre amb Ahazià d'Israel.
Ahazià era fill de Joram i Atalia. Durant el regnat del seu pare, els filisteus i els àrabs van envair Judà, i van prendre captius a tots els fills de Joram, amb l'excepció d'Ahazià, el més jove. Tenia 22 anys quan va començar a regnar, i la seva mare Atalia, l'autoritària filla d'Acab d'Israel i Jezabel, va influir en ell perquè fes coses dolentes. Ahazià va acompanyar el rei Jehoram d'Israel (el seu oncle matern) a lluitar contra Síria a Ramot-Galaad, on Jehoram va ser ferit. Més tard, Ahazià va visitar Jehoram mentre estava recuperant-se a Jizreel.
Jehú, un comandant de l'exèrcit de Jehoram d'Israel, va acostar-se a Jizreel, a trobar-se amb Jehoram i Ahazià. Va matar Jehoram i Ahazià va fugir. Jehú no el va perseguir immediatament, sinó que va continuar cap a Jizreel per matar Jezabel i fer-se rei d'Israel. Mentrestant, Ahazià va tractar de tornar a la seva capital, Jerusalem; no obstant això, només va arribar fins a Samaria, on va tractar d'amagar-se. Els homes de Jehú, que l'estaven perseguint, el van descobrir a Samaria, el van capturar i el van portar a Jehú, que estava ja prop de Jizreel. Quan Jehú va veure Ahazià, va ordenar als seus homes que el matessin amb el seu carro. Ells el van ferir, però el van permetre escapar, de manera que Ahazià va fugir a Meguidó, on va morir a causa de les ferides. Després es va portar el seu cos a Jerusalem per enterrar-lo. La seva mare, Atalia, va matar tota la família, i va usurpar el tron. Només es va salvar un nen petit, Joaix, perquè el sacerdot principal i la seva esposa, tieta de Joaix, el van amagar.